# La Signature de la paix dans la galerie des Glaces à Versailles le 28 juin 1919
La Signature de la paix dans la galerie des Glaces à Versailles le 28 juin 1919 – en anglais The Signing of Peace in the Hall of Mirrors, Versailles, 28 June 1919 – est un tableau réalisé par le peintre britannique William Orpen en 1919. L'œuvre est conservée à l'Imperial War Museum, à Londres.

## Description
Cette huile sur toile de format vertical est une peinture d'histoire qui représente la signature du traité de Versailles dans la galerie des Glaces du château de Versailles, en France, le 28 juin 1919. Dominée par les grands miroirs de la galerie, la composition comprend dans son quart inférieur un portrait de groupe des dignitaires présents autour d'une table, parmi lesquels figurent notamment Georges Clemenceau, David Lloyd George ou Woodrow Wilson. 

## Analyse
La composition met l'accent sur les miroirs, plus que sur l'événement politique qui est relégué au niveau inférieur, comme une note de bas de page. L'artiste reproduit les décors de la Galerie des Glaces, construite par Louis XIV comme démonstration de sa puissance. Il n'oublie d'ailleurs pas de peindre l'inscription « Le Roy Gouverne par lui même » qui fait écho aux discussions qui se déroulent juste en dessous,. 
Les hommes politiques semblent être les seuls présents dans la salle. Aucun public n'est représenté, excepté la silhouette du peintre que l'on aperçoit en arrière-plan dans le miroir déformé. L'événement est purement politique. 

## Contexte de création

### Contexte historique
L'armistice de la Première Guerre mondiale est signé le 11 novembre 1918. Le traité de Versailles, qui correspond au traité de paix, est signé le 28 juin 1919 dans la galerie des Glaces du château de Versailles par les Alliés : la France, la Grande-Bretagne, les États-Unis et l’Italie. L’Allemagne, dans sa position de vaincue, n'est pas présente.
Ce traité restitue notamment l'Alsace-Lorraine à la France et instaure la création de la Société des Nations. L’Allemagne vit cet événement comme une humiliation et parle immédiatement de diktat.

### Rôle de William Orpen
Sir William Orpen est engagé par l'armée britannique pour représenter la guerre. Il devient l'un des artistes de guerre les plus prolifiques avec environ 138 dessins et peintures. Il en donne une grande partie au gouvernement britannique qui les transmet à l'Imperial War Museum. 
En terme d'argent, cette peinture a été la plus importante de celles commandées par le gouvernement britannique : 3000 livres. 